# Argiope katherina
Argiope katherina es una especie de araña araneomorfa género Argiope, familia Araneidae. Fue descrita científicamente por Levi en 1983.
Habita en Australia del Norte.

## Descripción
Argiope katherina descansa con sus patas en cuatro pares sobre una red que a menudo tiene decoraciones de red en zigzag. El caparazón es marrón cubierto con un plumón de color claro. El esternón es negro con una marca longitudinal mediana. El abdomen tiene un patrón reticulado distintivo delineado con márgenes blancos en zigzag en los bordes y tres o cuatro puntos blancos prominentes en la línea media. Las hembras son más grandes que los machos, con hembras adultas de hasta 16 mm y machos de 6 mm. Especies de aspecto similar son Argiope mascordi y Argiope dietrichae.